# Белорусский извод церковнославянского языка
Белорусский извод церковнославянского языка — извод (редакция) церковнославянского языка среднего периода, существовавшая в XV—XVII веках на территории Западной Руси. Применялся в Литовской, Белой и Червонной Руси. Существовал параллельно с украинским (киевским) изводом Юго-Западной Руси, по 1970-е годы зачастую их рассматривали как диалекты, но белорусский извод стал рассматриваться отдельно в основном благодаря исследованиям Журавского А. И.

## История
Сформировался в Великом княжестве Литовском на основе древнерусского извода церковнославянского языка после церковно-политического разделения восточнославянской территории на Московскую Русь и Литовскую Русь. Испытал сильное влияние со стороны латинского и польского языков.
История церковнославянского языка связана с расположением культурных книжных центров, и как следствие — с изменением региональных норм церковнославянского языка. На территории восточных славян в XV-XVII века такими центрами были Вильно, Киев, Острог и Москва, которые и определяли характер книжного языка. В трёх из этих восточнославянских культурных центрах — Вильно, Киеве и Москве — наблюдают определённый параллелизм норм церковнославянского языка.
В Западной Руси Франциск Скорина переводит и издаёт в Праге и Вильнюсе в 1517—1519 годы несколько книг Библии. Библия Скорины являла собою смесь разговорного белорусского языка и церковнославянского, она стала фундаментом для нормирования как старобелорусского литературного (западнорусского) языка, так и белорусского извода церковнославянского языка. Спецификой этого периода являлось сильное взаимопроникновение белорусского и церковнославянского языков, что отмечается наличием в старобелорусской письменности белорусизированных церковнославянских и церковнославянизированных белорусских памятников. Библия Скорины распространилась преимущественно в Литве, Белой и Червонной Руси. В 1534 году Франциск Скорина предпринял поездку в Великое княжество Московское, откуда его изгнали как католика. Из польского документа от 1552 следует, что книги Скорины в Москве были сожжены за латинство.
После Люблинской унии 1569 года южные воеводства Великого княжества Литовского отошли к Польской короне и во второй половине XVIII века его территория в целом совпадала с Белой Русью, примерно с этого времени сужается и сфера церковнославянского языка в Великом княжестве Литовском. Особенности в белорусском варианте церковнославянского языка вытесняются великорусскими (реже старославянскими и изредка польскими).
В 1596 году в Вильно Зизаний Лаврентий издаёт «Лексис …» — первый печатный церковнославянско-западнорусский словарь, сыгравший значительную роль в дальнейшем развитии восточнославянской лексикографии. Однако неприятие западных церковных писаний продолжается в России. В частности, в 1627 году по указанию патриарха Московского Филарета был сожжён Катехизис Зизания как «писание одного литовского попа».
В XVII—XVIII веках белорусский извод прекращает своё существование. Этому было множество причин: влияние католицизма, межконфессиональная война с унией, влияние Киевской митрополии и переход территории на использование польской латиницы как гражданского алфавита вместо западнорусского языка, разрозненность переводов церковных текстов на белорусский язык. В конце XVIII века Великое княжество Литовское (с территорией современной Белоруссии) присоединена к Российской империи, как гражданский язык вводится русский язык, территория переходит под влияние Московского патриархата, в результате чего стали использоваться русские церковные книги и богослужения велись по Елизаветинской библии на синодальном изводе Московского патриархата.

## Литературные памятники белорусского извода
- «Житие Ефросиньи Полоцкой» (бел. Жыццё Еўфрасінні Полацкае, список XIV века), издания Ф. Скорины, «Сборник библейских книг» № 262 (Зборнік біблейскіх кніг № 262, XVI век) и др.[7], «Четья» («Чэцця» , 1489 год), «Лопаточник», «Логика», «Шестокрыл», «Космография» и «Аристотелевы врата»[10][15].